# 구희서 (1861년)
구희서(具羲書, 1861년 8월 2일 ~ 1921년 4월 21일)는 조선 후기의 문신이자 대한제국과 일제강점기의 관료로, 본관은 능성이며 본적은 한성부 중서(中署) 정선방(貞善坊) 하돈녕계(下敦寧契) 하한동(下漢洞)이다.

## 생애
1890년 7월 27일 의금부 도사(都事)로 임명되었으며 1895년 4월 1일과 1900년 4월 2일 법부 참서관으로 임명되었다. 1899년 2월 24일 탁지부 참서관으로 임명되었고 1900년 10월 26일부터 1904년 10월 14일까지 형법교정관(刑法校正官), 1901년 4월 시종원 분시종(分侍從)을 역임했다.
1901년 6월 2일 농상공부 기수(技手), 1904년 10월 11일 탁지부 재무관으로 각각 임명되었으며 1905년 3월 7일 탁지부 참서관, 1907년 6월 20일 탁지부 서기관으로 각각 임명되었다. 1906년 10월 23일부터 1907년 7월 1일까지 문관 전고소(文官 銓考所) 위원을 역임했고 1908년 10월 탁지부 대신관방 회계과장 겸 서기관, 1909년 12월 탁지부 대신관방 비서과장 겸 서기관을 차례로 역임했다. 한일 병합 조약 체결 이후인 1910년 10월 1일부터 1921년 4월 21일 사망할 때까지 조선총독부 중추원 부찬의를 역임했다.
1911년 1월 17일부터 1912년 3월 31일까지 조선총독부 취조국 위원으로 근무했으며 1912년 8월 1일 일본 정부로부터 한국병합기념장을 받았다. 1914년 9월 제1차 세계 대전에 참전한 일본군을 후원하기 위해 조직된 경성군인후원회에 기부금 2원을 납부했고 1915년 8월 시정 5년 기념 조선물산공진회 경성협찬회 부회원으로 참여했다. 1915년 11월 10일 일본 정부로부터 다이쇼대례기념장을 받았으며 1916년 8월부터 1919년 6월까지 조선총독부 고적조사위원회 위원, 1917년 11월 23일부터 1919년 3월 31일까지 조선도서해제 사무담임을 차례로 역임했다. 친일파 708인 명단의 중추원 부문, 민족문제연구소의 친일인명사전 수록자 명단의 중추원 부문에 포함되었다.

## 참고자료
- 구희서(具羲書) - 국사편찬위원회
- 민족문제연구소 (2009). 〈구희서〉. 《친일인명사전 1 (ㄱ ~ ㅂ)》. 서울. 194쪽.